# El misterio de Copper Beeches
El misterio de Copper Beeches (título original: The Adventure of the Copper Beeches) es uno de los 56 relatos cortos sobre Sherlock Holmes escrito por Arthur Conan Doyle. Fue publicado originalmente en The Strand Magazine y posteriormente recogido en la colección Las aventuras de Sherlock Holmes.

## Argumento
A  Sherlock Holmes a veces  puede parecerle que, resolver determinados casos, como el de Violet Hunter, tendría que resultarle aburrido pero no molesto. Pero Holmes es un gran profesional, y cuando se hace cargo de un caso pone todo su interés y capacidad en su resolución. Aunque, como dice el doctor Watson en el caso de la pobre Violet: "Mi amigo Holmes, con gran desencanto mío, no volvió a mostrar ningún interés por Violet Hunter, una vez que la joven dejó de ser el punto central de uno de sus problemas". Lo cual no es completamente cierto, ya que, años más tarde, Sherlock Holmes la menciona en The Adventure of the Creeping Man (El hombre que trepaba), perteneciente a The Case-Book of Sherlock Holmes.
Sherlock Holmes y el doctor Watson se encuentran charlando una fría mañana de primavera, después del desayuno, y Holmes se lamenta de que los criminales han perdido audacia y originalidad. Dice literalmente: "En cuanto a mi pequeño consultorio, parece que está degenerando en una agencia de recuperación de lápices perdidos y de consejos a jovencitas de internados escolares. Creo que, al fin, he tocado fondo".
Holmes muestra a Watson una carta que le envía una tal señorita Hunter en la que pide que le aconseje si debe aceptar un empleo de niñera. Watson intenta consolarle diciéndole que las cosas muchas veces no son lo que parecen, y en ese momento anuncian a la señorita Violet Hunter. Contra todo pronóstico, la joven le gusta a Holmes, ya que detesta los fingimientos y le agrada la gente clara y decidida. Acepta el caso, y así se inicia The Adventure of the Copper Beeches, que en España se tituló La Aventura de la finca de Copper Beeches.
La señorita Hunter está asustada. Niñera de profesión, tras quedarse sin empleo al abandonar Inglaterra la familia del coronel Spence Munro para la que ha trabajado durante cinco años, recibe una sospechosa oferta. El señor Rucastle habita, con su mujer y su hijo, en una finca, llamada Copper Beeches, en el corazón de Hampshire. Hasta ahí todo resulta normal. Pero Rucastle está dispuesto a pagarle tres veces lo que gana normalmente, por ocuparse de su salvaje hijo y, además -y aquí empiezan los problemas- por satisfacer algunos caprichos de su mujer, tales como cortarse el pelo y ponerse los vestidos que ella le indique. Holmes no ve claro el asunto, y le indica a la muchacha, a la que tienta sobremanera la excelente paga prometida, que no dude en avisarle a la menor sospecha de que corre algún peligro.
Transcurren quince días, y llega un telegrama que pone de inmediato en acción a nuestros dos amigos. Holmes resolverá el caso con su habitual elegancia, y el malvado Rucastle, que mantenía prisionera a su propia hija, recibirá un merecido castigo. La desgraciada señorita Rucastle inicia una nueva y feliz vida junto a su perseverante pretendiente, y Violet acaba dirigiendo un colegio privado en Walsall.